# دیفاینس (پنسیلوانیا)
دیفاینس (به انگلیسی: Defiance) یک منطقهٔ مسکونی در ایالات متحده آمریکا است که در شهرستان بدفورد، پنسیلوانیا واقع شده‌است. دیفاینس ۰٫۴ کیلومتر مربع مساحت و ۲۳۹ نفر جمعیت دارد و ۳۱۰٫۹ متر بالاتر از سطح دریا واقع شده‌است.